# Jaime Pinsky
Jaime Pinsky (Sorocaba, 6 de dezembro de 1939) é um historiador, escritor, professor universitário e editor brasileiro. Diretor da Editora Contexto, é professor titular aposentado da Universidade Estadual de Campinas (UNICAMP).

## Biografia

### Primeiros anos
Jaime nasceu em Sorocaba, em 1939, no bairro Além Linha, próximo às oficinas da Estrada de Ferro Sorocabana e de algumas fábricas têxteis. Aprendeu a ler ainda muito cedo, com a irmã, tornando-se leitor ávido desde então. Cursou os ensinos fundamental e médio em escolas públicas na cidade de Sorocaba.

## Carreira
Ingressou no curso de História, em 1961, concluindo bacharelado e licenciatura em 1966. Na Universidade de São Paulo (USP) fez pós graduação e doutorado em 1968 e defender sua livre-docência na própria USP, em 1978. Na UNICAMP fez o concurso para professor adjunto (1980) e tornou-se o primeiro professor concursado do Instituto de Filosofia e Ciências Humanas em 1986.  Iniciou a carreira acadêmica na cidade de Assis na Unesp (Universidade Estadual Paulista), onde  permaneceu por 6 anos. Depois  lecionou nos cursos de história e de letras da USP e, finalmente, foi para a UNICAMP, onde trabalhou de 1975 a 1991 quando se aposentou-se como professor titular.
No exterior, desenvolveu atividades na New York University, Universidade Nacional Autônoma do México, em Porto Rico, em Cuba, na França (seminário com Pierre Villar, em Paris) e em Israel (Universidade Hebraica de Jerusalém).
Durante a ditadura militar, criou e dirigiu as revistas  Debate & Crítica e Contexto (com a colaboração dos sociólogos Florestan Fernandes e José de Souza Martins). Essas revistas tiveram no seu conselho editorial as principais figuras intelectuais da época, como Sérgio Buarque de Holanda, Fernando Henrique Cardoso, Francisco Iglesias, Tales de Azevedo, Maria Conceição Tavares, Paul Singer, Octavio Ianni, Milton Santos e muitos outros. Fundou também as revistas Anais de História (com colegas da UNESP de Assis) e Religião & Sociedade (com Rubens César Fernandes e Ruben Alves).

### Como editor
Escreve regularmente no jornal Correio Braziliense. Foi colaborador dos jornais Folha de S. Paulo e O Estado de S. Paulo e de várias outras publicações. Fundou e dirigiu, por quatro anos, a Editora da Unicamp. Criou e é sócio-diretor e editor da Editora Contexto há mais de trinta anos. Antes disso, colaborou com as editoras Brasiliense, Global e Atual, entre outras. Durante anos, foi diretor da Câmara Brasileira do Livro (CBL) e coordenador das atividades universitárias e educacionais da Bienal do Livro de São Paulo.

### No meio docente
É professor titular da UNICAMP (o primeiro titular concursado da área de História daquela universidade). Antes, foi professor da UNESP (campus de Assis) e também da USP nos cursos de História e Letras.
Possui vários artigos publicados no País e no exterior nas áreas de História Antiga, Medieval, Moderna e Contemporânea, História Judaica e sobre diversos temas de História do Brasil, Teoria da História, Ensino de História, História da Cidadania que podem ser encontrados em publicações localizadas nas bibliotecas de Ciências Humanas das principais universidades do país.

### Na comunicação massiva
Como intelectual público, é fonte de jornalistas do rádio e da TV bem como da imprensa escrita e da internet.
É constantemente solicitado a explicar as notícias no Jornal da Cultura (TV Cultura). Já participou do Globo News Painel, Jornal da Dez e Almanaque (Globo News), Programa do Jô Soares (SBT e Globo), Jornal Nacional e Fantástico (TV Globo), além de ter dado várias entrevistas para a TV Gazeta, TV Bandeirantes, TV Globo, Globo News, TV Record, Record News. É frequentemente entrevistado pelas rádios Eldorado, CBN, Bandeirantes, Globo e Cultura, entre muitas outras. Seus textos aparecem com frequência em provas de vestibular e concursos públicos além de serem também reproduzidos em diversos blogs.

### Reuniões
Participou de congressos, proferiu palestras e desenvolveu cursos também nas principais instituições universitárias brasileiras, do Acre ao Rio Grande do Sul (UnB - Universidade de Brasília; USP - Universidade de São Paulo; PUC - Pontifícia Universidade Católica de São Paulo; PUC de Minas Gerais; PUC de Campinas; Universidade Católica de Salvador; Universidade Católica do Recife; UNESP de Assis; UNESP de Araraquara; UNESP de Marília; Universidade Federal do Mato Grosso; Universidade Federal do Ceará; Universidade Federal do Rio Grande do Norte; Universidade Federal do Rio Grande do Sul; Universidade Federal de Juiz de Fora; Universidade Federal de Goiás; Universidade Federal de Santa Catarina; Universidade Federal do Paraná; Universidade Federal da Paraíba; Universidade Federal do Rio de Janeiro; Universidade Federal do Acre; Universidade Federal de Alagoas; Universidade Federal do Pará; Universidade Federal Fluminense; Universidade Federal da Bahia; Universidade Federal de Pernambuco; Faculdades Integradas de São José dos Campos, entre outras).

## Obras
Jaime é autor de mais de 20 livros, entre eles obras de referência acadêmica, livros para professores e títulos para o público em geral.Abaixo, seus livros publicados (autoria, co-autoria, participação e/ou organização) com as respectivas datas da primeira edição:
- Brasil, o futuro que queremos (2018)
- O Brasil no Contexto: 1987-2017 (2017)
- Por que gostamos de história (2013)
- O amor em tempos de desamor e o enigma: O Brasil tem jeito? (2008)
- O Brasil no Contexto: 1987-2007 (2007)
- O Brasil tem futuro? (2006)
- Cultura & Elegância (2005)
- Faces do fanatismo (2004)
- Práticas de cidadania (2004)
- História da Cidadania (2003)
- História na sala de aula (2003)
- Turismo e patrimônio cultural (2001)
- Cidadania e Educação (1998)
- 12 faces do preconceito (1999)
- Brasileiro(a) é assim mesmo (1993)
- Ensino de História e criação do fato (1988)
- As primeiras civilizações (1987)
- História da América através de textos (1986)
- Estado e livro didático (1985)
- Estado e burguesia nacional na América Latina (1985)
- Modos de produção na Antiguidade (1982)
- Escravidão no Brasil (1981)
- Questão nacional e marxismo (1980)
- O Modo de Produção Feudal (1979)
- Origens do nacionalismo judaico (1978)
- Capital e trabalho no campo (1977)
- 100 Textos de História Antiga (1972)
- Os judeus no Egito helenístico (1971)
- Brasil em perspectiva (1968)